# Motherwell Football Club
The Motherwell Football & Athletic Club Ltd. é um clube de futebol baseado em Motherwell, North Lanarkshire, na Escócia. O "The 'Well", como é conhecido, joga atualmente na Scottish Premier League. O Motherwell venceu uma vez o Campeonato Escocês e duas vezes a Copa da Escócia.                                                                                                                                  

## Títulos
| Nacionais | Nacionais                                | Nacionais | Nacionais        |
| --------- | ---------------------------------------- | --------- | ---------------- |
| Troféu    | Competição                               | Títulos   | Temporadas       |
|           | Scottish Premiership                     | 1         | 1931-32          |
|           | Copa da Escócia                          | 2         | 1951-52, 1990-91 |
|           | Copa da Liga Escocesa                    | 1         | 1949-50          |
|           | Primeira divisão escocesa                | 2         | 1981-82, 1984-85 |
|           | Scottish Football League Second Division | 2         | 1953-54, 1984-85 |
|           | Copa do Rei da Espanha                   | 1         | 1927             |